# Dino Mantovani
Dino Mantovani (Venezia, 14 novembre 1862 – Torino, 17 aprile 1913) è stato uno scrittore e critico letterario italiano.
Mantovani insegnò lettere nelle scuole medie di Torino, partecipando in prima linea al fervore culturale piemontese post-unitario. Scrisse racconti, saggi storici e biografici, tra i quali spicca sicuramente Il poeta soldato (1900), dedicato interamente alla figura di Ippolito Nievo, di cui prese in esame l'intera produzione letteraria e giornalistica e le varie fasi della vita, dal primo amore con Matilde Ferrari, all'amicizia con Bice Melzi d'Eril, a quella con Arnaldo Fusinato, alla Campagna garibaldina del 1859, alla Spedizione dei Mille. Morì a Torino e fu sepolto presso il cimitero di Portogruaro nella tomba di famiglia.
Tra le altre sue opere si ricordano Novelle (1887), Le lettere provinciali (1891), Passioni illustri (1895), Pagine d'arte e di vita (1915).